# TV dei ragazzi

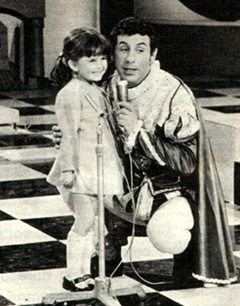
Cino Tortorella, il Mago Zurlì, ideatore dello Zecchino d'Oro, negli anni sessanta è stato uno dei beniamini della TV dei ragazzi

TV dei ragazzi  (ma anche, più correttamente, televisione per i ragazzi)  è il termine che in Italia ha convenzionalmente e per lungo tempo indicato il particolare segmento di programmazione della televisione pubblica della Rai, poi imitata da Mediaset, dedicata all'infanzia e all'adolescenza.

## Storia
Nella formula base la programmazione televisiva prevedeva una particolare fascia oraria di un'ora, inizialmente dalle 16.30 alle 17.30, di trasmissione di programmi per i più piccini come Piccole storie, (quindi di età compresa tra i quattro e gli otto anni); a cui seguivano dalle 17.30 alle 18.30 trasmissioni destinate ad adolescenti, con trasmissioni differenziate in ragione del sesso (es. nel 1957 Anni Verdi e nel 1966 Per te Elisabetta, destinate alle bambine; e, nel 1954 la rubrica di aeromodellismo La rosa dei venti e, nel 1956, quella sul fai-da-te Costruire è facile, destinata prevalentemente ai bambini).
Dal 1965 la programmazione Rai cambia con lo spostamento del Telegiornale del pomeriggio alle 17:30 (prima andava in onda alle 18:30); l'inizio della parte per i più piccini viene portato alle 17:00, e quello della parte per i più grandi alle 17.45 con conclusione alle 18:30.
Della TV dei ragazzi fanno a buon titolo parte le trasmissioni televisive dello Zecchino d'Oro con le canzoni accompagnate dal Piccolo Coro dell'Antoniano.
È spesso servita da banco di prova o trampolino di lancio a futuri presentatori televisivi: in questo ambito mossero i primi passi ad esempio Enza Sampò con Anni Verdi, Ettore Andenna con il telequiz per ragazzi Scacco al re, Claudio Sorrentino con Gioco-città, Fabrizio Frizzi con Il barattolo e Tandem e Carlo Conti con Big!, ma anche Mauro Serio ed Elisabetta Ferracini con Solletico; alla Fininvest, invece, è stato il caso di Paolo Bonolis cui fu affidata la conduzione del programma contenitore Bim Bum Bam, ma anche di Giorgia Passeri (passata poi a Big!) con Ciao Ciao.
La programmazione della TV dei ragazzi era scandita su trasmissioni a telequiz, telefilm e cartoni animati, oltre a trasmissioni di creatività manuale, alcune delle quali destinate a diventare celebri, come Art Attack.
Al lemma TV dei ragazzi l'Enciclopedia della televisione curata da Aldo Grasso dedica un ampio spazio fornendone la storia dettagliata a partire dagli anni cinquanta e sessanta quando la Rai, che aveva iniziato da poco le sue programmazioni, pensò - con intenti palesemente pedagogici (il motto iniziale non a caso era Educare divertendo) - di destinare un apposito e preciso spazio ai telespettatori più giovani. La disamina si spinge poi fino alle evoluzioni dovute prima alla riforma del 1975, portata a termine quando ancora in Italia la televisione era trasmessa in regime di monopolio dalla Rai, e poi all'avvento delle televisioni private, delle televisioni locali e satellitari.

## Principali trasmissioni

### Serie autoprodotte
- Il marziano Filippo con Oreste Lionello (1956)
- Scaramacai - La storia di un pagliaccio (1958)
- Capitan fracassa Anton Julio Mariano (1958)
- L'isola del tesoro (1959)
- Il piccolo Lord  (1960)
- Giovanna, la nonna del Corsaro Nero  con Anna Campori, Pietro De Vico e Giulio Marchetti (1961-1966)
- Scaramacai e l'isola beata, di Guglielmo Zucconi, con Pinuccia Nava (1963)
- Rosella di Anna Maria Romagnoli, con Laura Efrikian, Enzo Cerusico, Delia Valle (1964)
- Obiettivo Luna, con Ivano Staccioli, Roberto Chevalier, Loretta Goggi (1964)
- Le avventure della squadra di stoppa, con Roberto Chevalier e Loretta Goggi (1964)
- Avventure in IV B di Vittorio Metz, con Roberto Villa, Arturo Criscuolo, Roberto Chevalier, Francesca Dessy, Enrico Luzi, Massimo Giuliani; regia di Lelio Golletti (1966).
- I legionari dello spazio (1966)
- Le storie di Topo Gigio con il fedele amico Richetto (Peppino Mazzullo)
- I racconti del faro (1967), miniserie per ragazzi con Fosco Giachetti e Roberto Chevalier, regia di Angelo D'Alessandro
- I ragazzi di padre Tobia (1968), regia di Italo Alfaro
- Quelli della filibusta, con Donatello Falchi, Elio Crovetto, Alvaro Alvisi, Sergio Renda, Gianni Magni e Claudia Lawrence (1969)
- Gulliver (1969)
- Le avventure di Ciuffettino (1969) regia di Angelo D'Alessandro
- La fantastica storia di Don Chisciotte della Mancia 1970 con Gigi Proietti
- Uno alla luna (1970) regia di Virgilio Sabel
- Verso l'avventura (1970)
- I monti di vetro (1972)
- Il giro del mondo in ottanta giorni (1972)
- Le avventure di Pinocchio  (1972)
- Jack London - L'avventura del grande Nord (1974)
- Nel mondo di Alice (1974)
- I tre moschettieri (1976)
- Sandokan  (1976)
- Saturnino Farandola, con Mariano Rigillo, Franco Angrisano, Silvio Anselmo (1977)
- Cuore con Johnny Dorelli, Eduardo De Filippo (1984)

### Serie prodotte all'estero
- Corky il ragazzo del circo (1957)
- Jim della giungla (1959)
- Il magnifico King (1960)
- Avventure in elicottero (1961)
- Il tesoro delle 13 case Regia di Jean Bacque, con Achille Zavatta, Silviane Margolle, Patrick Le Maitre (1962)
- Le avventure di Rin Tin Tin (1962-1970)
- Piloti coraggiosi (1964)
- Gli uomini della prateria (1965)
- Lassie (1964)
- Bonanza (1965)
- I forti di Forte Coraggio (1965-1967)
- Le avventure di Campione (1965-1967)
- Zorro (1966-1971)
- Le avventure di Tom Sawyer (1967)
- Il ragazzo di Hong Kong (1967)
- Avventure in montagna (1967)
- Furia (1967)
- Il magico boomerang (1967)
- Urrah Flipper! (1968)
- Thierry La Fronde (1968)
- Pippi Calzelunghe (1970)
- UFO (1970-71)
- Gianni e il magico Alverman (1970-1971)[4].
- Ragazzo di periferia (1971)
- Vacanze in Irlanda (1972)
- Il tesoro del castello senza nome (1972)
- Il tiranno re, diretto da Mike Hodges (1973)
- Spazio 1999 (1975-1977)

### Serie prodotte all'estero tratte da opere letterarie
- Ivanhoe (1960-1965), dall'omonimo romanzo di Sir Walter Scott
- Lancillotto (1962), dalle opere di Chrétien de Troyes
- Le avventure di Robinson Crusoe, dall'omonimo romanzo  di Daniel Defoe
- Poly basata sui romanzi di Cécile Aubry (Poly in Portogallo nel 1968 e Gli amici di Poly nel 1969)[5]

### Cartoni animati
- Pow Wow (1960)
- Il Club di Topolino (1961)
- Braccobaldo Show (1962)
- Bibì, Bibò e Capitan Cocoricò (1963)
- Chicco e Chicca (1963)
- Il gatto Felix (1963)
- Alvin Show (1964)
- Il prode Ettorre (1964)
- Le avventure del gatto Silvestro dei Looney Tunes (1965)
- I Pronipoti (1965)
- Le avventure di Braccio di Ferro (1965)
- Arriva Yoghi (1965)
- Joe e le formiche (1965)
- Billy Dog (1967)
- Magilla Gorilla (1967)
- Gli Antenati di Hanna-Barbera (1968)
- Re Artù (1969)
- Tom & Jerry
- Willy il Coyote e Bip Bip

### Animazioni particolari
- Le storie di Topo Gigio, animazioni di Maria Perego, sceneggiature di Guido Stagnaro (pupazzi animati da sfondo scuro, 1961)
- Supercar, marionette (1961)
- La gallina Tric Trac, animazioni di Ennio Di Majo (1962)
- Marionette dei fratelli Colla (1962)[6]
- Snip & Snap, figure ritagliate su carta e animate a passo uno (1962)
- Martino e Martina (pupazzi animati -  1965)
- Avventure della foresta (pupazzi animati)
- Il magico Roundabout (pupazzi animati a passo uno)
- Mio Mao (figure in plastilina animate a passo uno)
- Filopat e Patafil (1972), pupazzi realizzati con filo di ferro e sughero, animati a passo uno. Prodotto nella Repubblica Democratica Tedesca
- Gli animatti, pupazzi animati tramite sfondo nero da Tinin Mantegazza (1967-1969)

### Teatro
- Il teatro dei ragazzi (serie, 1958)
- Il teatro di Arlecchino, a cura di Antonio Guidi (1966)
- Il club del teatro (1970)
- Marcellino pane e vino

### Varietà
- Piccolo varietà (1956)
- Tutti in pista (1960)
- Il Nicolino di Vittorio Metz (1965)
- L’acceleratore a cura di Tinin Mantegazza e Umberto Simonetta, con Febo Conti, Roberto Brivio e Nanni Svampa (1968)

### Trasmissioni a quiz
- Il Circolo dei Castori, con Febo Conti ed Enza Sampò (1958)
- Il passatempo, con Febo Conti (1961)
- Punto contro punto, torneo a squadre con Silvio Noto e Anna Maria Xerri (1962)
- Due per tutti con Aldo Novelli (1963)
- Telecruciverba (1964-1965) con Pippo Baudo
- Capolancetta, gioco a premi di Maurizio Costanzo e Franco Moccagatta presentato da Walter Marcheselli (1965)
- Ditelo voi quiz zoologico a cura di Angelo Lombardi (1966)
- Teletris (1962-1964)
- Telebum con Silvio Noto, regia di Elisa Quattrocolo (1965)
- Chissà chi lo sa? (1961-1972)
- Ottovolante con Tony Martucci (1969)
- Il gioco del numero,  quiz senza premi e senza presentatore; regia di Guido Stagnaro (1972)
- Scacco al re (1972-1973)
- Il Dirodorlando (1974)

### Autocostruzioni
- La rosa dei venti (aeromodellismo) 1954
- Costruire è facile, 1956
- Ali vele e motori, a cura di Bruno Ghibaudi (1961)

### Documentari e informazione
- Passaporto (1954)
- Guardiamo insieme (1961)
- Mondo d’oggi (1962)
- Giramondo (1962)
- Finestra sull’universo (1963)
- È vero che..., con Alberto Manzi (1966)
- Teleset (1968)
- Panorama delle nazioni (1968)
- Immagini dal mondo (1968)

### Scienza
- Telescopio a cura di Giordano Repossi, con Giuseppe Caprioli (1961)
- Finestra sull'universo, con Silvana Giacobini e Benedetto Nardacci (1964)
- Galassia a cura di Giordano Repossi (1968)
- La facile scienza a cura di Giordano Repossi, con Mario Erpichini (1968)
- Il Leonardo con Fabrizio Casadio (1968)
- Felice scienza (1969)

### Enigmistica
- Bianco e nero: invito al gioco degli scacchi (a cura di Aldo Novelli, 1964)

### Zoologia
- L'amico degli animali, condotta da Angelo Lombardi (1957)
- A caccia con me, con Angelo Lombardi e Silvana Giacobini (1962)
- I racconti del naturalista con Angelo Boglione (1962)
- Gli animali nella fantasia e nella realtà con Angelo Lombardi (1962)
- Piccoli animali, grandi amici a cura di Angelo Boglione e Giancarlo Ferraro Caro (1964)

### Letteratura
- Avventure in libreria con Alda Lanza (1959)
- Nuovi incontri con Cino Tortorella (1962)
- Antologia di poeti con Alberto Lupo (1966)
- L’amico libro a cura di Stefano Jacomuzzi e Gianni Pollone, con Milena Vukotic (1968)

### Musica
- Finalino Musicale con Franco De Marchi (1966)
- Il Corrierino della Musica con Fabio Fabor (1967)
- Chitarra club con Fausto Cigliano (1967)
- Pagine di musica, a cura di Ludovico Lessona (1969)
- Chitarra e fagotto con Franco Cerri (1975)
- Le strade del Folk, con Tony Cucchiara e Nelly Fioramonti (1969)

### Sport
- Cinquecerchi a cura di Antonio Ghirelli e Alberto Marchesi (1968)

### Trasmissioni collegate, cometargete come collocazione oraria
- Non è mai troppo tardi, trasmissione educativa del maestro Alberto Manzi.

## Programmi della tv dei ragazzi pomeridiani

### Rai 1
1990-1994: - L'albero azzurro (trasmesso alle  ore 15.15)
1994-2000: - Solletico

### Rai 2
1980-1981 - Il barattolo
1982/1985 - Tandem
1985-1986 - Pane e marmellata
2000-2001 - Rai 2 Boys and Girls

### Rai 3
1999/2003: Melevisione alle ore 15.15
2003/2005: Melevisione e le sue storie (contenitore); seguito subito dopo sempre nel pomeriggio dalle puntate di Melevisione e da     GT Ragazzi
2006-2010: Trebisonda (con all'interno dal 2006 al 2008 una puntata al giorno del programma televisivo Melevisione)
2008-2010: Melevisione; Trebisonda (trasmesso subito dopo la puntata della Melevisione)
2000-2010: GT Ragazzi
2003-2013: Cose dell'altro Geo alle 17.00 e  Geo&Geo alle 17.40: programma generalista con alcuni spazi pensati appositamente anche per i più piccoli; collocato nel pomeriggio a seguire, dopo Melevisione (o "Melevisione e le sue storie" e "Melevisione") e Trebisonda.

### Italia 1
1982/1991, 1997/2002: Bim Bum Bam

## Sigla
La fascia di programmazione della TV dei ragazzi veniva annunciata da una propria sigla musicale divenuta storica: rulli di tamburo introducevano una marcia sulle cui note sfilavano figurine di bambini stilizzati ricavate da ritagli di giornali unite per la mano.
Nell'autunno del 1972 interviene un ulteriore cambiamento, riguardante stavolta la storica sigla sostituita da una più moderna - ma forse meno accattivante - sequenza di immagini con cavalli, fiori e figure di danzatrici classiche: il tutto su una base musicata da una spinetta elettrica e coro femminile.
La marcia della sigla storica era una composizione originale del Maestro Piero Umiliani.
Quella successiva fu una composizione realizzata dal maestro Piero Piccioni: Balletto Arturo.